# Alchemilla vaccariana
Alchemilla vaccariana es una especie de planta del género Alchemilla, perteneciente a la familia Rosaceae.

## Taxonomía
Alchemilla vaccariana fue descrita por Robert Buser en 1906.

## Distribución
Se encuentra en el territorio de Italia.